# Ninox superciliaris
Ninox superciliaris là một loài chim trong họ Strigidae.